# Steven Gilmore Jr.
Steven Gilmore Jr. (Rock Hill, 17 settembre 1999) è un giocatore di football americano statunitense che milita nel ruolo di cornerback per i Detroit Lions della National Football League (NFL).

## Carriera

### Detroit Lions
Al college Gilmore giocò a football alla Marshall University. Dopo non essere stato scelto nel Draft, il 12 maggio 2023 firmò un contratto triennale del valore di 2,71 milioni di dollari con i Detroit Lions. Il 29 agosto 2023 fu annunciato che sarebbe rientrato nei 53 uomini del roster per l’inizio della stagione regolare. Nella sua stagione da rookie disputò 3 partite, nessuna delle quali come titolare.